# Processus révolutionnaire en cours

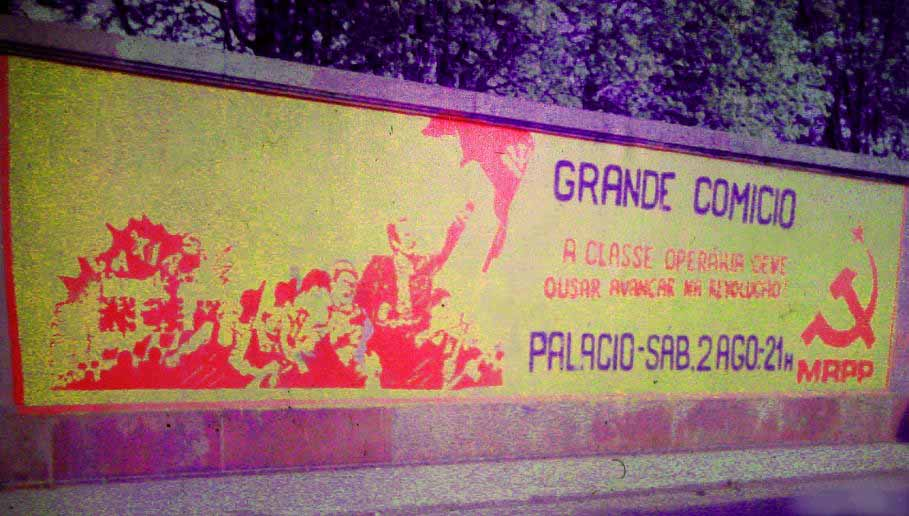
Fresque du Parti communiste des travailleurs portugais sur un mur de Porto en août 1975.

Le Processus révolutionnaire en cours (en portugais : Processo Revolucionário Em Curso), parfois désigné comme Période révolutionnaire en cours, ou encore plus fréquemment par le sigle PREC, désigne la période des activités révolutionnaires née de la révolution des Œillets, le coup d'État militaire du 25 avril 1974 qui renverse la dictature au Portugal, et conclue après l'adoption de la nouvelle constitution portugaise en avril 1976. Le terme reste cependant fréquemment utilisé pour évoquer la période critique de l'été 1975, qui culminera avec les événements du 25 novembre, marqué par une tentative de coup d'État.
Plus précisément, le terme désigne l'action des partis politiques, des officiers de l'armée et des mouvements de gauche qui, en pleine effervescence populaire et dans un certain désordre politique, entraînaient le processus politique issu du 25 avril vers le socialisme. Les militants engagés dans ce processus sont issus d'une vaste frange de la gauche, du Parti socialiste aux plus radicaux en passant par le virulent parti maoïste Parti communiste des travailleurs portugais - Mouvement réorganisateur du parti du prolétariat (PCTP-MRPP). Malgré les querelles idéologiques, ces groupes partagent entre eux une certaine cohésion autour des idéaux de la révolution et la conviction que la justice sociale absolue est à installer au Portugal.
Durant cette période de transition vers la démocratie, et après la prise de pouvoir par la Junta de Salvação Nacional, le chef du gouvernement est Vasco Gonçalves, du 18 juillet 1974 au 19 septembre 1975, limogé par le président de la République Francisco da Costa Gomes. Celui-ci nomme en remplacement José Baptista Pinheiro de Azevedo.

## Référence de traduction
- (pt) Cet article est partiellement ou en totalité issu de l’article de Wikipédia en portugais intitulé « Processo Revolucionário em Curso » (voir la liste des auteurs).